# Melovo
Melovo (en serbe cyrillique : Мелово) est un village de Serbie situé sur le territoire de la Ville de Leskovac, district de Jablanica. Au recensement de 2011, il comptait 43 habitants.

## Démographie
| 1948 | 1953 | 1961 | 1971 | 1981 | 1991 | 2002 | 2011 |
| ---- | ---- | ---- | ---- | ---- | ---- | ---- | ---- |
| 254  | 295  | 256  | 195  | 143  | 108  | 63   | 43   |

|  |